# 馬步雲
马步云（1884年—1970年3月7日）字凌甫，陕西合阳人，中国民主革命家，中华民国政治人物。

## 生平

### 早年
他从7岁起便在他父亲任教的乡村私塾就读。清朝光绪廿八年（1902年），他考入合阳县学堂，光绪三十年（1904年），他经县学堂保送入陕西大学堂。光绪三十一年（1905年），陕西大学堂更名为陕西高等学堂，他和该校的咸宁附生钱鸿钧、渭南附生张蔚森、泾阳廪生曹雨亭与三原宏道学堂学生、陕西师范学堂学生共31名，官费派到日本留学。在日本，他先入早稻田大学普通科，后转农科，宣统三年（1911年），他毕业于明治大学政治经济科。其间，1905年秋中国同盟会在东京成立，他便加入了同盟会。1911年他毕业归国时，辛亥革命已爆发，西安起义已成功，秦陇复汉军政府已成立。1911年12月，他在上海和张蔚森被推为各省都督府代表联合会陕西代表，到南京参加了中华民国临时大总统选举会。1912年1月1日晚，他在南京参加了孙中山就任中华民国临时大总统典礼。1912年1月28日，他和张蔚森、赵世钰出席了南京临时参议院成立会，于3月8日审议、通过了《中华民国临时约法》。

### 陕西生涯
1912年4月1日，孙中山辞去中华民国临时大总统，南京临时政府结束。他遂经上海回到西安。陕西军政府大都督张凤翙提议创办西北大学，马步云任创设会委员。西北大学成立后，马步云任校教务长兼商科学长。1912年8月，他任国民党秦支部副支部长。1913年暑假，他受西北大学校长、留日同学钱鸿钧的托付，到日本为西北大学购置仪器和图书，并聘任两名日籍专门教员。1914年6月，袁世凯派陆建章接替张凤翙任陕西都督。其后陆建章以西北大学乃“反袁的机关”为由，于1914年冬逮捕校长钱鸿钧，又于1915年春开学不久撤销西北大学。为此，马步云逃亡上海两年有余，其间翻译了日本经济学家津村秀松的《国民经济学》。
1917年7月1日张勋复辟。陕西警备军统领郭坚准备率部经山西讨逆，邀请马步云、宋向辰、樊灵山、杨介等人任随军参赞。此后讨逆军在山西、陕西军阀的合力围击下失败，宋向辰、樊灵山死难，郭坚逃回陕西，马步云、杨介被扣压。后来马步云获释，逃亡上海。1917年9月，陕西响应广州护法军政府号召，开展驱陈运动，驱逐陈树藩。1917年12月，郭坚在凤翔重建军队，准备增援在西安起义的耿直部，派人到上海邀请马步云回陕西襄助军务，并委托马步云代发讨陈檄文。12月21日上海各个报刊登载了马步云代拟代发的陕西讨陈通电。1918年1月，马步云、王一山、焦子静等奉孙中山支持陕西护法斗争的指示回到陕西，此时三原起义已爆发，靖国军已树立起旗帜。马步云到正围攻大荔的郭坚部，被郭坚任命为该部参谋长。1918年8月，于右任回陕西任靖国军总司令，讨陈义军被统编为六路，郭坚任第一路司令，马步云任第一路参谋长。该路由耀县向西进发，11月攻克凤翔，在凤翔设立民政厅，马步云任厅长，总揽陕西省西部十余县的民政权。此时北洋政府派出的支援陈树藩的各省数万军队陆续进入陕西，而陈树藩又以省长职位诱使刘镇华的镇嵩军襄助，各路军队围攻靖国军。1919年3月，已在凤翔被奉军、甘军、直军、镇嵩军围困数月的靖国军第一、二路，在郭坚“联许倒陈”的策略下，由马步云与担任援陕总司令的奉军师长许兰洲“局部议和”，郭坚部接受许兰洲部改编。1920年，马步云离开了郭坚部，到北京闲居，其间翻译了日本人关一的《工业政策》一书。
1921年，马步云回到陕西，任教于陕西法政学校（由西北大学改建）。1922年春，冯玉祥参加直奉战争，陕西督军由省长刘镇华代署。刘镇华任命马步云为省长公署参议。1922年第三届陕西省议会改选，马步云当选议长，1923年，他被刘镇华任命为陕西省教育厅厅长，1924年7月到教育厅视事。

### 国民政府时期至晚年
1926年，刘镇华被杨虎城、李虎臣、卫定一的陕军在国民军联军的援助下击败，逃回豫西。1927年春，刘镇华在开封投靠冯玉祥，刘镇华的残部被编为国民革命军第二集团军第八方面军，马步云任第八方面军参议。1929年1月，南京国民政府召开编遣会议，第八方面军改为第十一路军，马步云仍任参议。中原大战结束之前，刘镇华被蒋介石任命为豫陕晋边区绥靖督办，督办公署驻河南新乡，马步云任督办公署总参议。1932年，刘镇华调任豫鄂陕边区绥靖督办，督办公署驻河南南阳，马步云仍任总参议。1933年5月，刘镇华任安徽省政府主席，马步云任安徽省政府委员兼民政厅厅长，曾代理过安徽省主席。1937年5月，安徽省政府改组，马步云调往南京任国民政府行政院参议。
七七事变后不久，南京疏散人口，马步云携家回西安，任国民政府军事委员会委员长西安行营设计委员。1939年，他当选陕西省临时参议会参议员。1941年6月，熊斌任陕西省政府主席，7月马步云任陕西省政府委员。1944年熊斌离任，马步云任教于西安北洋工学院。抗日战争胜利后，马步云到重庆，任河南省政府委员兼秘书长，并于1946年5月到河南开封就职。1948年6月中国人民解放军首次攻克开封时，应中国人民解放军邀请，马步云出面维持地方治安。此后他脱离中国国民党阵营，携家迁居南京。
中华人民共和国成立后，他历任南京中山陵园管理委员会委员、江苏省文史研究馆馆员、政协江苏省委员会委员、 江苏省人大代表、 中国国民党革命委员会江苏省委员会委员。文化大革命中，他受到冲击，1970年3月7日他逝世于南京。